# Nadejda de Torby
 (mai 2015).
Si vous disposez d'ouvrages ou d'articles de référence ou si vous connaissez des sites web de qualité traitant du thème abordé ici, merci de compléter l'article en donnant les références utiles à sa vérifiabilité et en les liant à la section « Notes et références ».
Nadejda Mikhaïlovna de Torby (également connue sous le nom de Nadedja Mountbatten), comtesse de Torby puis, par son mariage, marquise de Milford Haven, est née le 28 mars 1896 à Wiesbaden, en Allemagne et morte le 22 janvier 1963 à Cannes, en France. Deuxième fille du grand-duc Michel Mikhaïlovitch de Russie et épouse du marquis George Mountbatten, c'est une aristocrate britannique d'origine russo-allemande.

## Biographie

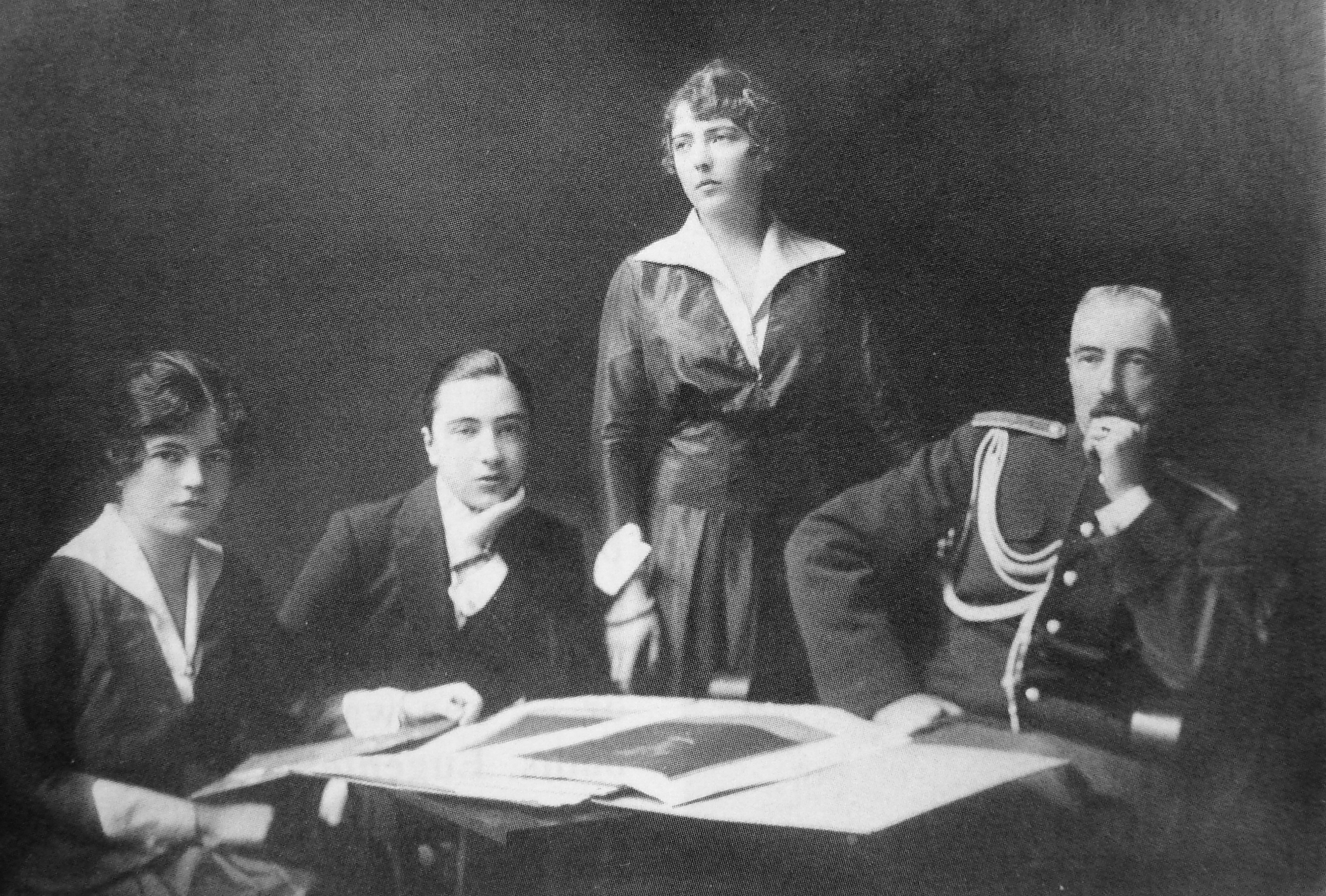
De gauche à droite : Nadejda, Michel, Anastasia et leur père Michel Mikhaïlovitch de Russie.

Arrière-petite-fille du tsar Nicolas Ier de Russie, la comtesse Nadejda de Torby, issue d'un mariage morganatique, n'est pas un membre de la maison impériale Romanov. Ses parents ont du s'exiler et sont persona non grata en Russie. Ils se sont installés au Royaume-Uni où ils bénéficient d'une certaine bienveillance du couple royal. De leur union sont nés deux filles et un fils. Nadejda est la cadette de la fratrie. 
Le 15 novembre 1916, la jeune comtesse épouse George Mountbatten, fils aîné du prince Louis de Battenberg, marquis de Milford-Haven et de la princesse Victoria de Hesse-Darmstadt, sœur de la tsarine, avec qui elle a deux enfants :
1. Lady Tatiana Elizabeth Mountbatten (1917-1988), décédée célibataire ;
2. David Mountbatten, 3e marquis de Milford Haven (1919-1970), père de l'actuel marquis.

En 1934, lors du procès concernant la garde de Gloria Vanderbilt, une ancienne domestique de la mère de celle-ci, Gloria Morgan Vanderbilt, affirme être au courant de l'existence d'une liaison de son ancienne employeuse avec la marquise, elle-même témoin au procès,,. Avant de se rendre aux Etats-Unis pour témoigner, Nadejda qualifie publiquement ces propos de : "terribles et malveillants mensonges".
Nadejda est très proche de sa belle-sœur Edwina Ashley, épouse de Louis Mountbatten, et les deux voyagent régulièrement dans des parties du monde dangereuses et difficiles d'accès.
La princesse Nadejda s'éteint à Cannes en 1963 à l'âge de 67 ans.